# IBAC
In-band adjacent-channel簡稱IBAC，然而卻很少有人使用這個詞稱。IBAC是一種技術方法，指的是：在既有類比電視（analog TV）的無線波段資源，改配置給數位電視的發波電台運用，此種作法可適用在所有的無線電波段運用上，不過除了無線電視的運用外，還沒有一個國家在其他的無線運用上以此種技術完成「類比-數位」的換佈工程。
關連項目 IBOC